# Norman Volker Franz
Norman Volker Franz (* 30. Januar 1970 in Neheim-Hüsten; Aliasnamen: Michael Stuever und Carsten Müller) ist ein deutscher Schwerverbrecher.
Franz war 1996 aufgrund eines Doppelmordes, den er im Milieu der Organisierten Kriminalität begangen hatte, zu einer Lebenslangen Freiheitsstrafe verurteilt worden. Am 11. März 1997 gelang ihm die Flucht aus der Justizvollzugsanstalt Hagen. Er steht seitdem unter dringendem Verdacht, im Anschluss an seine Flucht, am 26. März 1997 in Weimar und am 21. Juli 1997 in Halle Raubüberfälle begangen und dabei drei Menschen erschossen zu haben. Am 24. Oktober 1998 wurde er mit Hilfe deutscher Zielfahnder in Portugal festgenommen, wo er unter falschem Namen mit seiner Frau und dem gemeinsamen Kind gelebt hatte und in der Immobilienbranche tätig war. Am 28. Juli 1999 gelang ihm die Flucht aus dem Zentralgefängnis von Lissabon. Seitdem wird mit internationalem Haftbefehl nach ihm gefahndet.

## Leben
Nach der Realschule, einer Lehre als Elektriker und Zeit bei der Bundeswehr wollte Franz in Dortmund sein Abitur nachholen. „Ein unauffälliger Schüler“, sagte ein Lehrer später über ihn. Ein halbes Jahr vor dem Abschluss brach Norman Franz die Schule ab.

### Familie
Im Jahr 1997 oder 1998 wurde er Vater; Mutter des Kindes ist seine damalige Ehefrau Sandra Franz.

## Kriminelle Laufbahn

### Verbrechensserie (1991–1997)
Norman Franz gehörte einer kriminellen Bande an, die Banken überfiel, Zigaretten schmuggelte, mit Waffen handelte und Kontakte zu Zuhälterkreisen pflegte. Als der Bandenchef Christian K. von drei rivalisierenden polnischen Zigarettenschmugglern erpresst wurde, beauftragte er Norman Franz und drei weitere Männer, die Polen zu töten. Im Mai 1995 lockte K. die drei Erpresser auf eine verlassene Straße in der Nähe des Dortmunder Stadtteils Syburg. Franz stoppte den Wagen der Polen und bat sie, das Fenster herunterzukurbeln, weil er kurz etwas besprechen müsse. Dann warf er eine Handgranate ins Fahrzeug. Einer der Insassen war sofort tot, ein zweiter versuchte, schwer verletzt davonzulaufen, wurde jedoch von Franz und seinen Komplizen eingeholt und mehrmals in den Kopf geschossen. Der dritte konnte entkommen, obwohl sie ihn mit einem Auto verfolgten, aus dessen Fenstern mit einer Pumpgun auf ihn schossen und ihn dabei lebensgefährlich verletzten. Dieser Wagen war Norman Franz’ eigener Pkw.
Nach diesem Verbrechen versuchte Franz, mit seiner Freundin Sandra über die Niederlande, Belgien, Frankreich und Spanien nach Portugal zu fliehen, wurde jedoch an einer Mautstelle in Frankreich verhaftet und nach Deutschland überstellt. Das Dortmunder Schwurgericht verurteilte ihn im März 1996 wegen zweifachen Mordes zu lebenslanger Haft und überführte ihn in die Justizvollzugsanstalt Hagen. Im Mai 1996 heiratete er seine Freundin im Gefängnis. Am 11. März 1997 sägte er das Fenstergitter seiner Zelle durch, kletterte mit einer Leiter, bestehend aus zu einem Seil geflochtenen zerrissenen Bettdecken, Eimerhenkeln und Besenstielen, auf das Dach und rutschte die Regenrinne hinab. Er sprang in einen roten VW Polo, in dem seine Frau auf ihn gewartet hatte, und flüchtete.
Am 26. März 1997 erschoss Franz den Wachmann Rudolf Tamm, der eine Geldkassette mit 15.000 DM zum Tresor der Dresdner Bank in Weimar brachte. Franz packte die Geldkassette und flüchtete zu Fuß mit seiner Frau, die vor der Bank Wache gestanden hatte. Am 21. Juli 1997 erschoss Franz, direkt hinter dem Metromarkt in Peißen bei Halle (Saale), die beiden Wachleute Gerd Koch und Peter Seidel, die gerade die Wochenendeinnahmen in Höhe einer halben Million Mark im Panzerwagen verstauen wollten.

### Festnahme und Haft in Portugal (1998)
Am 24. Oktober 1998 wurden Franz und seine Frau in einem Appartement in Albufeira von deutschen Zielfahndern verhaftet. Polizisten an der Algarve waren auf einen BMW mit deutschem Kennzeichen aufmerksam geworden, da dieser an einer Verkehrskontrolle nicht anhalten wollte. Die Polizisten kontrollierten das Kennzeichen und fanden heraus, dass der Wagen unter einem Decknamen gekauft worden war, den der gesuchte Mörder Norman Volker Franz öfter benutzt hatte. Die beiden leisteten keinen Widerstand und kamen in Haft.

### Erneute Flucht (seit 1999)
Nachdem Franz erfolglos gegen seine Auslieferung an die deutschen Behörden Beschwerde vor dem portugiesischen Verfassungsgerichtshof eingereicht hatte, gelang ihm am 28. Juli 1999 die Flucht aus dem Zentralgefängnis von Lissabon. Er hatte das Fenstergitter durchgesägt und sich mit Bettlaken abgeseilt. Seit seiner Flucht suchen die Behörden bislang vergeblich nach dem Täter. Seine Frau, die nach einem weiteren Jahr in portugiesischer Haft vom Gericht in Halle (Saale) zu einer Jugendstrafe von sechs Jahren und drei Monaten verurteilt wurde, hat sich inzwischen von ihm scheiden lassen.

## Fahndung
Für die Festnahme von Norman Volker Franz sind derzeit von mehreren Institutionen und Behörden Belohnungen von insgesamt rund 100.000 € ausgesetzt. Laut Angaben des Bundeskriminalamts (BKA) vermutet man, dass sich Franz im Ausland aufhält, da ihn eine Person bei seinen Auslandsaufenthalten gesehen habe. Die Arbeit der Polizei konzentriere sich auf solcherlei Hinweise.
Im Rahmen der Aktion Infra-Red sucht Interpol weltweit seit Juni 2010 mithilfe von Zeugen, die diverse Internetplattformen besuchen, gezielt nach flüchtigen Schwerkriminellen, darunter auch Norman Volker Franz.
In einer Fernsehdokumentation des ZDF im August 2007 wird von unterschiedlichen Polizeiangehörigen gemutmaßt, dass er sich immer noch in Portugal aufhalten könnte oder Kontakte nach Marokko unterhalte und möglicherweise dort sei.
Fahnder gehen davon aus, dass sich Franz in von Deutschen weitestgehend gemiedenen Gebieten aufhalte und den Kontakt zu allen Bekannten und Familienangehörigen von früher abgebrochen habe. Staatsanwalt Klaus Wiechmann aus Halle erklärte gegenüber Bild.de im Sommer 2009, dass er sicher sei, man werde Franz über kurz oder lang fassen, wenn er noch lebe. Zielfahnder würden immer noch nach ihm suchen. Das BKA hatte laut demselben Bericht keine Hinweise, dass Franz seit seiner Flucht 1999 weitere schwere Straftaten begangen habe. Die Staatsanwaltschaft Dortmund teilte mit, dass das Landeskriminalamt Nordrhein-Westfalen verdeckte Fahndungsmaßnahmen durchführe und immer noch Hinweisen nachgehe, die Franz betreffen. So wurde in der ZDF-Sendung Aktenzeichen XY … ungelöst am 28. Februar 2018 als Stimmenprobe eine Telefongesprächsaufzeichnung veröffentlicht.
Am 23. Februar 2021 wurde Norman Franz in die Fahndungslisten von Interpol und Europol aufgenommen, womit nun weltweit nach ihm gefahndet wird.

## Dokumentarfilm
Am 19. Dezember 2024 veröffentlichte Sky den Dokumentarfilm „Das Phantom – Auf der Jagd nach Norman Franz“. Seine Frau Sandra sagte in der Doku: „Ich würde alles wieder genau so machen, wie ich es früher gemacht habe – das war ja aus Liebe“. In der Doku wird vermutet, dass sich Franz in Südafrika, genauer in Johannesburg aufhält.